# クリスチャン・サバーニ
クリスチャン・サバーニ（Cristian Savani, 1982年2月22日 - ）は、イタリアの元男子バレーボール選手。元イタリア代表。

## 来歴
地元カルペネードロのジュニアチームから、2001年、セリエA・モンティキアーリに入団し、同年11月24日、フェラーラで行われた試合で代表デビューを飾る。イタリア代表のレフトアタッカーとして通算41試合に出場し、2003年欧州選手権、2005年欧州選手権で2大会連続の優勝を経験、ワールドリーグ等でも活躍した。
所属クラブでは、2006年から在籍したMローマで、2008年のCEVカップ優勝に貢献し、同年ペルージャへ移籍した。
2012年8月のロンドンオリンピックでは、銅メダル獲得に大いに貢献し、自らもベストサーバーに輝いた。

## 人物
- 妻はリュボミール・トラヴィツァの娘、ドラガン・トラヴィツァの妹である。

## 球歴
- オリンピック - 2012年（銅メダル）
- 世界選手権 - 2006年（5位）
- ワールドグランドチャンピオンズカップ - 2005年（3位）
- ワールドリーグ - 2003年（3位）、2004年（準優勝）
- 欧州選手権 - 2003年、2005年（優勝）

## 所属クラブ
- ガベカ・モンティキアーリ（2001-2004年）
- トレンティーノ・バレー（2004-2006年）
- Mローマ・バレー（2006-2008年）
- ペルージャ・バレー（2008-2010年）
- パッラヴォーロ・ピアチェンツァ（2010-2013年）
- Shanghai Volleyball（2013-2016年）
- Al-Rayyan SC（2014年）
- Al-Arabi SC（2014年）
- Al-Rayyan SC（2015年）
- Club Jeunesse Bouchrieh（2016年）
- Ziraat Bankası S.K.（2016-2017年）
- トップ・バレー・ラティーナ（2017-2018年）
- ブルーバレー・ヴェローナ（イタリア語版）（2018年）
- エマ・ヴィラス・バレー（イタリア語版）（2018-2019年）